# ウルトラマンボーイのウルころ
『ウルトラマンボーイのウルころ』は、テレビ東京系で2003年9月29日から2004年10月1日にかけて、毎週月 - 金曜の朝6時40分 - 6時45分に放映された特撮テレビ番組（全260話）。

## 概要
テレビ東京系列で放送されたウルトラシリーズの帯番組としては、1996年9月放送終了の『ウルトラマンM730 ウルトラマンランド』以来、7年ぶりとなる。
ウルトラマンボーイが、ウルトラころせうむで歴代のウルトラヒーローや怪獣、防衛隊について学ぶ番組。
映像は過去の作品を再編集したものに実況解説を加えたものが主体だが、第25回からは『ウルトラファイト』を思わせる新撮のバトル編も加わった。

## ウルトラマンボーイ
M78星雲・光の国のウルトラ小学生。将来の希望は空を飛べるようになって宇宙警備隊員になること。ユリアンの大ファンであり、ウルトラマンアグルをアグルさんと呼んで慕っている。

## サブタイトル・登場怪獣
1. 「ヒーローの条件の巻」（2003年9月29日）超古代怪獣ゴルザ、超古代竜メルバ
2. 「ホントの話!? の巻」（9月30日）宇宙忍者バルタン星人
3. 「連携プレーでGO! の巻」（10月1日）エイリアン メンジュラ
4. 「最後まであきらめないぞ! の巻」（10月2日）妖獣モズイ
5. 「分身怪獣No.1は誰だ? の巻」（10月3日）吸電怪獣ギアクーダ
6. 「タマシイこめて! の巻」（10月6日）超合成獣人ゼルガノイド
7. 「掘ったもぐった吸い付けた! の巻」（10月7日）磁力怪獣アントラー
8. 「スペシャル作戦! の巻」（10月8日）吸電怪獣ギアクーダ
9. 「ビックリどっきりガンQ! の巻」（10月9日）奇獣ガンQ
10. 「マスコット怪獣だよ! の巻」（10月10日）迷子珍獣ハネジロー
11. 「母を訪ねて鎌倉の巻」（10月13日）虹色怪獣タラバン
12. 「とび道具には負けない! の巻」（10月14日）催眠宇宙人ペガ星人
13. 「来たぞガッツウイングだ! の巻」（10月15日）強酸怪獣リトマルス
14. 「守るための戦い! の巻」 （10月16日）伝説魔獣シャザック
15. 「寝ている怪獣大集合! の巻」（10月17日）催眠怪獣バオーン
16. 「武器よさらば! の巻」（10月20日）宇宙忍獣Xサバーガ
17. 「お天気が気になるぞ! の巻」 （10月21日）台風怪獣バリケーン
18. 「陸を行くか? 空を行くか? の巻」（10月22日）絶対生物ゲシェンク
19. 「戦いとは攻める事!? の巻」（10月23日）合成獣ダランビア
20. 「バルタン星人集合! の巻」（10月24日）宇宙忍者バルタン星人
21. 「どこまでも暴走の巻」（10月27日）地中鮫ゲオザーク
22. 「出たァ! 地底のサメの巻」（10月28日）地中鮫ゲオザーク
23. 「超高速にチャレンジ! の巻」（10月29日）超古代尖兵怪獣ゾイガー
24. 「ヒドラの伝説の巻」（10月30日）高原竜ヒドラ
25. 「ウィークポイント! の巻」（10月31日）（新撮：ウルトラマンA対ザラブ星人）
26. 「大切なものを守る力! の巻」（11月3日）マグマ怪地底獣ギールII
27. 「電気グルメ怪獣!? の巻」（11月4日）透明怪獣ネロンガ
28. 「急降下でヘルプだぜ! の巻」（11月5日）悪質宇宙人レギュラン星人
29. 「桜吹雪ニッポン!? の巻」（11月6日）謀略宇宙人マノン星人
30. 「宇宙人の味方怪獣! の巻」（11月7日）変身怪人ピット星人、宇宙怪獣エレキング
31. 「ドキドキの思い出!? の巻」（11月10日）菌糸怪獣フォーガス
32. 「王女さまがんばる! の巻」（11月11日）合体怪獣プラズマ、合体怪獣マイナズマ
33. 「深海の鬼ごっこ!? の巻」（11月12日）深海竜ディプラス
34. 「優しい戦いの巻」（11月13日）古代怪獣アルゴナ
35. 「カプセル怪獣集まれ! の巻」（11月14日）カプセル怪獣ウインダム、カプセル怪獣ミクラス、カプセル怪獣アギラ
36. 「心も体も大きくね! の巻」（11月17日）変異怪獣キングモーラット
37. 「最後に勝つのは愛だ! の巻」（11月18日）火山怪鳥バードン
38. 「リターンマッチだ! の巻」（11月19日）深海竜ディプラス
39. 「身につけよう! 得意技の巻」（11月20日）肉食地底怪獣ダイゲルン
40. 「妖怪な怪獣たち! の巻」（11月21日）水棲怪人テペト星人、カッパ怪獣テペト
41. 「カゼひき怪獣3000度!? の巻」（11月24日）超高熱怪獣ソドム
42. 「弱点に気をつけろ! の巻」（11月25日）分身宇宙人ガッツ星人
43. 「UFO、怪獣どんとこい! の巻」（11月26日）尖兵怪獣ギャンザー
44. 「われら光の戦士! の巻」（11月27日）炎魔戦士キリエロイドII
45. 「マッハコンビネーション!」（11月28日）（新撮：ウルトラマンダイナ対フック星人、レイビーク星人）
46. 「トップガン参上! の巻」（12月1日）超空間波動怪獣メザード
47. 「敵はクレーンゲーム!? の巻」（12月2日）ロボット怪獣クレージーゴン
48. 「ピンチは友を呼ぶ! の巻」（12月3日）超空間波動怪獣サイコメザード
49. 「いつも心に親友を! の巻」（12月4日）巨獣ゾーリム
50. 「ミニミニ怪獣大集合! の巻」（12月5日）大亀怪獣ミニトータス、宇宙細菌ダリー
51. 「ニセモノに負けるな! の巻」（12月8日）金属生命体アルギュロス、ニセウルトラマンアグル
52. 「カギをにぎる者! の巻」（12月9日）にせアストラ、暗黒星人ババルウ星人
53. 「未来を見たい? の巻」（12月10日）時空怪獣エアロヴァイパー
54. 「海と大地のはざまでの巻」（12月11日）地球原人ノンマルト、蛸怪獣ガイロス
55. 「まんまる怪獣だよ! の巻」（12月12日）宇宙怪獣ベムラー、発泡怪獣ダンカン、宇宙悪霊アクマニア星人
56. 「ぼくも地球が見たい! の巻」（12月15日）宇宙大昆虫ダイオリウス
57. 「象さんを救え! の巻」（12月16日）変形怪獣ズルズラー、宇宙生物ジャッキー
58. 「ガッツだ! GUTS! の巻」（12月17日）溶岩合成獣グラレーン
59. 「石にしちゃうぞ～! の巻」（12月18日）岩石怪獣ガクマβ
60. 「ウルトラヒーローの得意技の巻」（12月19日）
61. 「とんでも怪獣出現!? の巻」（12月22日）反物質怪獣アンチマター
62. 「冷たくて熱～い怪獣! の巻」（12月23日）円盤生物ブリザード
63. 「どっきり! 夜道にご用心の巻」（2003年12月24日）誘拐宇宙人レイビーク星人
64. 「地球だよ! 初中継の巻」（12月25日）
65. 「悪魔のリベンジの巻」（12月26日）（新撮：ウルトラマンアグル対フック星人、レイビーク星人）
66. 「奇跡のダブルヒーローの巻」（2004年1月5日）宇宙恐竜ヤナカーギー
67. 「あこがれの新潟!! の巻」（1月6日）うす怪獣モチロン
68. 「出撃! ウルトラホーク1号の巻」（1月7日）軍艦ロボット アイアンロックス
69. 「スタミナいちばん! の巻」（1月8日）コブ怪獣オコリンボール
70. 「モンキーパニックの巻」（1月9日）
71. 「遠い空のかなたにの巻」（1月12日）守護獣ルクー
72. 「タイムリミットは1分間の巻」（1月13日）怪獣ボールセブンガー、二面凶悪怪獣アシュラン
73. 「参上! マットジャイロの巻」（1月14日）毒ガス怪獣モグネズン
74. 「ほらぁ! ホラー怪獣の巻」（1月15日）吸血魔獣キュラノス
75. 「怪獣島は大騒ぎの巻」（1月16日）地底怪獣マグラー、友好珍獣ピグモン、怪奇植物スフラン、どくろ怪獣レッドキング、有翼怪獣チャンドラー
76. 「いざ行こう夢の中へ!! の巻」（1月19日）夢幻怪獣バクゴン
77. 「若さでアタック!! の巻」（1月20日）怪異宇宙人ケットル星人
78. 「たそがれ時の宇宙人!? の巻」（1月21日）幻覚宇宙人メトロン星人
79. 「ペットは大恐竜!? の巻」（1月22日）えりまき恐竜ジラース
80. 「ウルトラマンティガの得意技! の巻」（1月23日）
81. 「戦いはゲームじゃないぜ!! の巻」（1月26日）スーパー必殺怪獣デマゴーグ
82. 「乱闘! 極悪レスラーの巻」（1月27日）宇宙帝王バド星人
83. 「友だちはスーパーロボット!! の巻」（1月28日）悪質宇宙人レギュラン星人ヅウォーカァ将軍、マウンテンガリバー5号
84. 「怪獣オリンピックだぞ! の巻」（1月29日）青色発泡怪獣アボラス、赤色火焔怪獣バニラ
85. 「怪獣強化チェックの巻」（1月30日）
86. 「旅立て! 星の少年の巻」（2月2日）瑠璃色宇宙人ラセスタ星人
87. 「みなさん、ご一緒に! の巻」（2月3日）きさらぎ星人オニバンバ
88. 「侵略者を撃て! UGMの巻」（2月4日）宇宙忍者バルタン星人5代目
89. 「ヤプールの改造大作戦の巻」（2月5日）改造ベムスター、改造サボテンダー、改造ベロクロンII世
90. 「侵略作戦どっちにするの? の巻」（2月6日）（新撮：バルタン星人、マグマ星人VSウルトラマンA）
91. 「怪獣子だくさんの巻」（2月9日）宇宙戦闘獣コッヴII
92. 「エースの邪神退治! の巻」（2月10日）牛神超獣カウラ
93. 「元祖! 深海の鬼ごっこの巻」（2月11日）深海怪獣グビラ
94. 「弟よ! 兄を救えの巻」（2月12日）円盤生物ハングラー
95. 「アンドロ警備隊出動! の巻」（2月13日）ファイティングベム・ザビデン、メカバルタン
96. 「南極の難局だの巻」（2月16日）宇宙海獣レイキュバス
97. 「7000年の眠りの巻」（2月17日）ミイラ怪人ミイラ人間、ミイラ怪獣ドドンゴ
98. 「忍びのライドメカの巻」（2月18日）肉食地底怪獣クローンダイゲルン
99. 「光線に気をつけろの巻」（2月19日）凶暴怪獣アーストロン
100. 「グア帝国侵略軍団あらわる! の巻」（2月20日）
101. 「一度だけの技!? の巻」（2月23日）甲獣ジョバリエ
102. 「ただいまスイミン中の巻」（2月24日）二次元怪獣ガヴァドンA
103. 「パクッ! と、ひと飲みの巻」（2月25日）オイル超獣オイルドリンカー、宇宙大怪獣アストロモンス
104. 「ヨコヅナ怪獣土俵入り!の巻」（2月26日）すもう怪獣ジヒビキラン
105. 「アンドロ警備隊の得意技の巻」（2月27日）マグマ星人三人衆
106. 「上? 下? どっち? の巻」（3月1日）超空間共生怪獣クラブガン、超空間共生怪獣アネモス
107. 「カプセル怪獣の悩みの巻」（3月2日）カプセル怪獣アギラ、ニセウルトラセブン
108. 「掘ってもぐってアタック! の巻」（3月3日）大蛙怪獣トンダイル
109. 「アグルさんの人生訓の巻」（3月4日）なまけ怪獣ヤメタランス
110. 「衝撃! アグル対アグルの巻」（3月5日）（新撮：ウルトラマンアグルVSザラブ星人）
111. 「白い大激突の巻」（3月8日）彗星怪獣ドラコ、冷凍怪獣ギガス、どくろ怪獣レッドキング2代目
112. 「逆転の時を待て! の巻」（3月9日）変形怪獣ガゾートII
113. 「まぼろしの微笑みの巻」（3月10日）凶獣 姑獲鳥
114. 「あぁ涙、涙の海! の巻」（3月11日）巨大怪魚アンゴーラス
115. 「これがGUTSのライドメカの巻」（3月12日）
116. 「帰ってきたアイツの巻」（3月15日）超古代怪獣ゴルザ強化
117. 「電撃怪獣出現! の巻」（3月16日）宇宙合成獣ジオモス
118. 「決戦! 第2ラウンドの巻」（3月17日）超宇宙合成獣ネオジオモス
119. 「バラバラ! 合体!? の巻」（3月18日）くの一超獣ユニタング
120. 「ヤプールのひみつの巻」（3月19日）異次元人ヤプール
121. 「怪獣流れ星の巻」（3月22日）彗星怪獣ガイガレード
122. 「星空にヒミツあり! の巻」（3月23日）サイケ宇宙人ペロリンガ星人
123. 「宇宙から来た雪男の巻」（3月24日）雪男星人バルダック星人
124. 「怪獣トーナメントの巻」（3月25日）ハイパークローン怪獣ネオザルス、剛力怪獣クローンシルバゴン
125. 「テンペラー星人のひみつの巻」（3月26日）極悪宇宙人テンペラー星人
126. 「カミナリよりこわいぞ! の巻」（3月29日）宇宙雷獣パズズ
127. 「闇に舞うヒーローの巻」（3月30日）妄想ウルトラセブン
128. 「怪獣みたいな宇宙人の巻」（3月31日）極悪ハンター宇宙人ムザン星人
129. 「怪獣の威厳!? の巻」（4月1日）怪獣酋長ジェロニモン、地底怪獣再生テレスドン
130. 「夢のバトル～ヒマラの砂時計の巻」（4月2日）（新撮：ヒマラVSウルトラマンダイナ（フラッシュタイプ））
131. 「戦わない勇気とは? の巻」（4月5日）アルテスタイガー怪獣イザク
132. 「先輩のリベンジだ! の巻」（4月6日）宇宙恐竜ゼットン2代目、触角宇宙人バット星人
133. 「暴れん坊に気をつけろ! の巻」（4月7日）脳波怪獣ギャンゴ
134. 「桜咲く! 怪獣散る? の巻」（4月8日）らくがき怪獣ゴンゴロス
135. 「決戦! 東京タワーの巻」（4月9日）昆虫怪獣ノコギリン、蝉怪獣キングゼミラ、誘拐怪人ケムール人
136. 「集まれ! 光のパワーの巻」（4月12日）邪神ガタノゾーア
137. 「どうぞお静かに! の巻」（4月13日）騒音超獣サウンドギラー
138. 「ドッキリ! まっぷたつの巻」（4月14日）怪奇宇宙人ツルク星人
139. 「怪獣のカラータイマーの巻」（4月15日）超古代狛犬怪獣ガーディー、イーヴィルティガ
140. 「発進! ウルトラメカニックの巻その1」（4月16日）マッキー2号、ジェットビートル、TACファルコン、ウルトラホーク1号
141. 「嵐の中の激突! の巻」（4月19日）巨大魚怪獣ムルチ
142. 「ぼくらはみんな宇宙人の巻」（4月20日）UFO怪獣アブドラールス
143. 「これがデキサスビームだ! の巻」（4月21日）岩石怪獣ガクマα
144. 「光る目に気をつけろ! の巻」（4月22日）光熱怪獣キーラ
145. 「発進! ウルトラメカニックの巻その2」（4月23日）ポインター、ウルトラホーク2号、マットアロー1号、マットアロー2号
146. 「東京地底の大怪獣! の巻」（4月26日）地底大怪獣ミズノエノリュウ
147. 「ドッキリカウントダウン! の巻」（4月27日）海底原人ラゴン（巨大化）
148. 「真夜中に駆ける勇者の巻」（4月28日）宇宙怪獣ゴキグモン
149. 「一輪の花一撃の技の巻」（4月29日）植物怪獣ケンドロス
150. 「ウルトラマンタロウの得意技の巻」（4月30日）しんきろう怪獣ロードラ
151. 「コレクター宇宙人あらわる! の巻」（5月3日）怪宇宙人ヒマラ
152. 「熱血指導だ! エイティ先生の巻」（5月4日）（新撮：ウルトラマン80先生、冷凍怪獣ギガス（ミノル）、巨大異形獣サタンビゾー（兄貴）、幽霊怪人ゴース星人（ヒロシ））
153. 「これがウルトラスピリッツだ! の巻」（5月5日）（新撮：ウルトラマン80先生、冷凍怪獣ギガス（ミノル）、巨大異形獣サタンビゾー（兄貴）、幽霊怪人ゴース星人（ヒロシ）、ケットル星人（ヨーコ））
154. 「空と海のダブルアタック! の巻」（5月6日）蛸怪獣ガイロス
155. 「怪獣お母さんの巻」（5月7日）鳥怪獣フライングライドロン
156. 「見よ! 華麗なる一撃の巻」（5月10日）宇宙捕獲メカ獣Σズイグル
157. 「意外な正体見ちゃった! の巻」（5月11日）鼠怪獣ロボネズ
158. 「クールダウン作戦だぞ!! の巻」（5月12日）ガス超獣ガスゲゴン
159. 「美しき心のパワーの巻」（5月13日）宇宙ロボットキングジョー
160. 「これがXIGのライドメカの巻」（5月14日）
161. 「真のヒーローとは何か? の巻」（5月17日）ニセウルトラマンダイナ、破壊獣モンスアーガーII
162. 「怪獣を浮かべる方法!? の巻」（5月18日）風船怪獣バンゴ
163. 「スカイハイヤー避雷針作戦の巻」（5月19日）毒ガス怪獣メダン
164. 「史上初! 奈良時代で勝負だの巻」（5月20日）タイム超獣ダイダラホーシ
165. 「ウルトラマンダイナの得意技の巻」（5月21日）
166. 「影の力 光の力の巻」（5月24日）イーヴィルティガ、超古代狛犬怪獣ガーディー
167. 「アリの襲来! そんなのアリ? の巻」（5月25日）大羽蟻怪獣アリンドウ
168. 「ゴミを求めてはるばる日本! の巻」（5月26日）プラスチック怪獣ゴキネズラ
169. 「金色の竜天空より来たるの巻」（5月27日）宇宙竜ナース
170. 「これがキリエル人だの巻」（5月28日）炎魔戦士キリエロイド、炎魔戦士キリエロイドII
171. 「真夜中の主役の巻」（5月31日）獣人ウルフガス
172. 「出たぁ! 緑のキョ～フの巻」（6月1日）昆虫星人バーミン星人
173. 「ミラクル・タッグでGO! の巻」（6月2日）宇宙スパーク大怪獣バゾブ
174. 「荒野だ宇宙だ対決だ! の巻」（6月3日）反重力宇宙人ゴドラ星人
175. 「めざせ! オリンピックへの道の巻」（6月4日）怪異宇宙人ケットル星人（新撮：ゾフィーとケットル星人のバレーボールの練習）
176. 「決めろ! ミラクルシュートの巻」（6月7日）吸血生命体マリキュラ
177. 「ワイドな光線 ワイドショットの巻」（6月8日）宇宙鳥人アイロス星人
178. 「突撃だ! マックロディーの巻」（6月9日）さすらい怪獣ロン
179. 「偽りの強さ 本当の強さの巻」（6月10日）ニセウルトラマンダイナ
180. 「宇宙円盤大博覧会の巻」（6月11日）
181. 「天使の仮面に気をつけろ! の巻」（6月14日）水瓶超獣アクエリウス
182. 「強敵はグローブ? の巻」（6月15日）紫外線怪獣グロブスク
183. 「あっ! とでっかいアートデッセイ号の巻」（6月16日）生体兵器デシモニア
184. 「ありがとうウルトラの父の巻」（6月17日）不死身怪獣リンドン
185. 「怪獣大変身の巻」（6月18日）変幻怪獣キングマイマイ
186. 「悪者ウルトラマン現る! の巻」（6月21日）にせウルトラマン、凶悪宇宙人ザラブ星人
187. 「激突! 超2大怪獣の巻」（6月22日）宇宙戦闘獣 超コッヴ、宇宙雷獣 超パズズ
188. 「ZATは頼れる仲間です! の巻」（6月23日）なめくじ怪獣ジレンマ
189. 「この世のどこにも無い世界?の巻」（6月24日）超人ロボット エースロボット、異次元超人エースキラー
190. 「危機一髪! ウルトラセブンの巻」（6月25日）サーベル暴君マグマ星人、地獄星人ヒッポリト星人、暴君怪獣タイラント
191. 「冷たい強敵の巻」（6月28日）超空間波動怪獣クインメザード、幻影ウルトラマンアグル
192. 「すごいぞ! ウルトラマジックレイの巻」（6月29日）夢幻超獣ドリームギラス
193. 「みんながいるから! の巻」（6月30日）破滅魔人ゼブブ
194. 「宇宙のおたずね者怪獣の巻」（7月1日）L85星人ザッカル、残酷怪獣ガモス
195. 「夏だ! 海だ! 怪獣だ! の巻」（7月2日）大ダコ怪獣ダガール、大ガニ怪獣ガンザ
196. 「立て! 命ある者の巻」（7月5日）ニセウルトラマンガイア、金属生命体ミーモス
197. 「大逆転の大変身! の巻」（7月6日）金属生命体ミーモス
198. 「だるまさんがころんだ怪獣!? の巻」（7月7日）剛力怪獣シルバゴン
199. 「激突だ! 兄弟タッグの巻」（7月8日）兄怪獣ガロン、弟怪獣リットル
200. 「ジャンボキングのひみつの巻」（7月9日）最強超獣ジャンボキング
201. 「暑い熱いアイツ! の巻」（7月12日）自然コントロールマシーン エンザン（炎山）
202. 「武器は背後にあり! の巻」（7月13日）古代怪獣ゴモラ
203. 「前略ウルトラマンボーイ様の巻」（7月14日）古代怪獣ゴモラII
204. 「恐怖のスキスキアタック! の巻」（7月15日）宇宙鶴ローラン、サーベル暴君マグマ星人
205. 「俺の名はブラキウム! の巻」（7月16日）（新撮：巨大異形獣サタンビゾーVSブラックホール怪獣ブラキウムVSゾフィー）
206. 「わが家の大怪獣? の巻」（7月19日）地底怪獣モゲドン
207. 「超スゴイ! 超獣・超人コンビの巻」（7月20日）地底超獣ギタギタンガ、地底人アングラモン
208. 「打ちくだけ! 超合金の巻」（7月21日）ロボット怪獣ガメロット
209. 「恋は嵐のようにの巻」（7月22日）気球船超獣バッドバアロン
210. 「これが正義のレッド&ブルー! の巻」（7月23日）（新撮：ブラックホール怪獣ブラキウムVSゾフィー）
211. 「もっと大きく! もっと強く! の巻」（7月26日）食いしん坊怪獣モットクレロン
212. 「巨大化! 怪獣フィギュア? の巻」（7月27日）工作怪獣ガゼラ
213. 「失敗は成功のもと!? の巻」（7月28日）宇宙忍者バルタン星人2代目
214. 「あぁ、哀愁宇宙人の巻」（7月29日）三面怪人ダダ
215. 「合体技だ! ウルトラヒーローの巻」（7月30日）
216. 「宇宙をめざすアツイ魂の巻」（8月2日）超異形進化怪獣ゾンボーグ
217. 「今度は糸に包まれて・・・!の巻」（8月3日）変幻怪獣キングマイマイ
218. 「力を合わせて鬼退治の巻」（8月4日）鬼怪獣オニオン
219. 「対決! 空中場外乱闘の巻」（8月5日）音波怪人ベル星人
220. 「これがスーパーGUTSのライドメカの巻」（8月6日）
221. 「2度あることは3度ある!? の巻」（8月9日）超古代怪獣ゴルザII
222. 「ボーイの心に挑戦状? の巻」（8月10日）悪質宇宙人メフィラス星人
223. 「心への挑戦者、ふたたびの巻」（8月11日）悪質宇宙人メフィラス星人（2代目）
224. 「気をつけろ! 超獣メロディの巻」（8月12日）バイオリン超獣ギーゴン
225. 「開幕! ウルトラオリンピックの巻」（8月13日）（新撮：ゾフィー、怪異宇宙人ケットル星人、幽霊怪人ゴース星人）
226. 「サルも木から落ちる? の巻」（8月16日）宇宙猿人ゴーロン星人
227. 「これぞ海の神秘!? の巻」（8月17日）深海怪獣レイロンス
228. 「青い地球と黒い雲の巻」（8月18日）宇宙大怪獣ムルロア
229. 「地球にひびけ! ウルトラの鐘の巻」（8月19日）宇宙大怪獣ムルロア
230. 「まちぶせ作戦だぞ! の巻」（8月20日）（新撮：怪異宇宙人ケットル星人、ブラックホール怪獣ブラキウム）
231. 「ありがたや! 最強の助っ人の巻」（8月23日）ムチ腕怪獣ズラスイマー
232. 「いざ勝負! 燃える男の一撃の巻」（8月24日）植物怪獣ケンドロス
233. 「メカにハートをのせての巻」（8月25日）巨大機械人形ゴブニュ（オグマ）
234. 「でっかい角にご用心の巻」（8月26日）マンション怪獣キングストロン
235. 「ゾフィー隊長の得意技の巻」（8月27日）火山怪鳥バードン
236. 「君の背中にも翼があるの巻」（8月30日）高速怪獣デキサドル
237. 「泥棒は怪獣の始まり? の巻」（8月31日）泥棒怪獣ドロボン
238. 「ウルトラの心は盗ませない! の巻」（9月1日）泥棒怪獣ドロボン
239. 「大暴れ! わんぱく怪獣の巻」（9月2日）風船怪獣バンゴ
240. 「今度こそ! 待ち伏せ作戦の巻」（9月3日）（新撮：怪異宇宙人ケットル星人、金属生命体アルギュロス（ニセウルトラマン80）、冷凍怪獣ギガス（ミノル）、巨大異形獣サタンビゾー（兄貴）、ウルトラマン80（先生））
241. 「キミはオアシス・ヒーロー! の巻」（9月6日）金属生命体アパテー
242. 「見えない敵、見えない心の巻」（9月7日）忍者怪獣サータン
243. 「緑はみんな生きているの巻」（9月8日）超古代植物ギジェラ
244. 「報告! 地球よりの巻」（9月9日）大蟹超獣キングクラブ
245. 「超古代のウルトラヒーローの巻」（9月10日）
246. 「帰ってきたよ! 火星からの巻」（9月13日）ゾンビ怪獣シーリザー
247. 「歌は宇宙を越えての巻」（9月14日）歌好き怪獣オルフィ、宇宙怪人カーン星人
248. 「あの子とケンカ!? どうしようの巻」（9月15日）ひとだま怪獣フェミゴン
249. 「地球に行ったら食べたいもの!? の巻」（9月16日）河童超獣キングカッパー
250. 「怪獣ファイター、その名はイカルスの巻」（9月17日）異次元宇宙人イカルス星人、伝説怪獣ウー、分身宇宙人ガッツ星人、光線怪獣キーラ、宇宙猿人ゴーロン星人
251. 「必勝! 3度目の正直の巻」（9月20日）青色発泡怪獣アボラス
252. 「ようこそ! 宇宙への巻」（9月21日）超合成獣ネオダランビアII
253. 「悪魔は天使のように舞い降りるの巻」（9月22日）根源破滅天使ゾグ（第一形態）
254. 「最後の力は愛する力の巻」（9月23日）根源破滅天使ゾグ（第二形態）
255. 「いざゆけ! 誇り高き獅子の巻」（9月24日）（新撮：巨大異型獣サタンビゾー、金属生命体アルギュロス（ニセゾフィー）、ウルトラマンレオ、ゾフィー）
256. 「ウルトラの絆は永遠にの巻」（9月27日）だだっ子怪獣ザンドリアス、親怪獣マザーザンドリアス
257. 「ネオ・ヒーロー! ネオスの巻」（9月28日）脳魂宇宙人ザム星人、宇宙鉱石怪獣ドレンゲラン
258. 「21世紀は21の時代の巻」（9月29日）脳魂宇宙人ザム星人、宇宙鉱石怪獣ドレンゲラン
259. 「発表! 夢のバトル・ベスト3の巻」（9月30日）
260. 「歌え! 大きな声での巻」（10月1日）

## キャスト

### 声の出演
- ウルトラマンボーイ：福井美樹
- ウルトラマンティガ：中尾良平
- ウルトラマンダイナ：岡本寛志
- ウルトラマンガイア：三宅淳一
- ウルトラマンアグル：根本幸多
- ユリアン：池田千草
- ウルトラセブン：三浦祥朗
- ウルトラマン、ナレーション：金子英彦

### スーツアクター
- ウルトラマンボーイ：高津房代[3][5]

### ゲスト
- シンジョウ・テツオ：影丸茂樹（第64回）
- Project DMM（第260回）

## 主題歌
- オープニングテーマ：「僕たちのヒーロー」
  - 作詞、作曲、編曲：大門一也／歌：Project DMM
- エンディングテーマ：「恋するboy〜前略ウルトラマンボーイ様〜」
  - 作詞：KATSUMI／作曲、編曲：大門一也／歌：i-chips

どちらも放送では十数秒しか使用されていない。映像ソフトではワンコーラス流れる形に再編集され、映像も新規に作成されている。

## 映像ソフト
- DVD
  - 2004年4月23日よりバンダイビジュアルから発売された[7]。販売専用。各巻30分、全10巻に再編集されている。初回生産分にはオリジナルソフビ人形が同梱された[7]。
  - ボーイと先輩ウルトラマンとのトーク内容は放送版と異なる[4]。

1. ウルトラヒーロー入門
2. 怪獣バトル入門
3. ウルトラ超技入門
4. 宇宙人バトル入門
5. ダークヒーロー入門
6. ウルトラ最強タッグ入門
7. 最強パワーアップ入門
8. ウルトラ超メカ入門
9. ウルトラ魂入門
10. 究極! スーパーバトル入門

- VHS
  - レンタル専用。DVD2巻分を1巻に収録した全5巻。

## ウルトラシリーズでの客演
『大怪獣バトル ウルトラ銀河伝説 THE MOVIE』
ウルトラマンボーイが本格的な実写作品に登場するのは、本作品が最初となる。光の国にあるウルトラコロセウムで、青いウルトラ戦士候補生の少女と格闘訓練する場面で初登場。ウルトラマンベリアルの襲撃に恐れをなして怯えてしまい、ベリアルが「プラズマスパーク・エネルギーコア」を奪った際の光の国の凍結に巻き込まれたが、ウルトラマンゼロがベリアルからエネルギーコアを取り戻したことにより復活する。ウルトラマンネオスに抱っこされている場面も見られ、彼の他にウルトラセブン21・ウルトラマンマックス・ウルトラマンゼノンらと共に一緒にいることも多い。
『ウルトラギャラクシーファイト 運命の衝突』
ウルトラマンゼアスとウルトラマンナイスと共にウルトラコロセウムで特訓する。